# Literatura digital
S'anomena literatura digital a la creació literària feta amb mitjans electrònics i/o nascuda en l'entorn digital que aprofita les eines pròpies d’aquest entorn (codi, xarxa, temps, espai, imatge, so, moviment, enllaços...) per existir. És a dir, les eines digitals i electròniques són usades pels escriptors per aconseguir unes finalitats estètiques determinades en la creació literària i en cap cas es poden traslladar a un suport en paper.
Una altra definició de literatura digital són les noves formes textuals que sorgeixen en el marc d'una pantalla i que a partir de processos lingüístics sofisticats afegeixen text al text o, més exactament, tradueixen text a text per passar-lo d'un llenguatge alfabètic o visual a un llenguatge informàtic.
Una definició més àmplia és la utilitzada per l'ELO (Electronic Literature Organization) que considera literatura digital els "treballs amb aspectes literaris importants que aprofiten les capacitats i els contextos proporcionats per l'ordinador autònom o en xarxa".
La literatura digital engloba una àmplia gamma de pràctiques difícils de delimitar, que podem mirar-nos de tres maneres:
- Com es relaciona el text amb el lector / escriptor: textos per ser llegits amb ordinador, amb tauletes o mòbils, en instal·lacions, etc
- Com es genera el text: literatura generada per l'autor d'acord amb determinats paràmetres, generada automàticament per la màquina, etc.
- Quina és la naturalesa del text pel que fa a la seva relació amb el lector: literatura animada / cinètica, hipertext, textos interactius, etc.

La digitalitat toca el text, el lector, la retòrica, el context, el temps, l'espai, les veus i alguna cosa més en un procés sovint simultani i sempre en progressió, amb diferents codis en joc alhora, d’una manera que mai s'havia fet abans, però al centre de tot plegat hi ha sempre la paraula. La literatura digital té una zona de frontera amb l'art multimèdia o art digital. Tot i que hi ha zones d'intersecció, la centralitat de la paraula és la clau per caracteritzar-la.

## Denominacions
Rep diverses denominacions: literatura digital o electrònica, textualitat digital o electrònica, ciberliteratura, literatura hipertextual, hiperliteratura, literatura ergòdica, literatrònica, multicourse literature, blended genre entre d'altres.

## Literatura digital vs digitalització de textos
En qualsevol cas, la denominació «literatura digital» fa referència a la condició digital dels textos literaris, això és, al fet que són textos nascuts en digital i no pas textos digitalitzatsLa literatura digitalitzada fa evident la influència dels canvis esdevinguts en l'era digital sobre el fet literari en general, però ni el text ni la manera de llegir-lo s'hi veuen alterats en profunditat. En aquests casos, la digitalitat no transforma tant les obres literàries com altres fenòmens que les acompanyen, relacionats, per exemple, amb la seva difusió.

## Antecedents i orígens
Amb un llarg antecedent amb la literatura visual i una clara vinculació amb les literatures d'avantguarda de les quals és hereva, la literatura digital s'estrena l’any 1959 quan l'enginyer Théo Lutz i el lingüista Max Bense van aconseguir programar un «calculador» que va generar els primers versos per ordinador de la història, tot produint el primer poema digital, «Stochastic Text», a la revista Augenblick que dirigia Bensen.

## Característiques

### Complexitat
Un els aspectes que defineix més la literatura digital és la complexitat: la complexitat física (què és i com és), la complexitat autorial (qui la fa, el programador, la màquina...), la complexitat receptiva (les lògiques de lectura que l'entorn digital i els formats diversos utilitzats pels creadors determinen), la complexitat tipològica (la varietat i confusió de gèneres, la hibridació d’una escriptura de l’ara i l’aquí) i la complexitat perceptiva (com llegim, amb quins dispositius ho fem...).

### Nous rols per a l'autor i el lector
La literatura digital suposa un intercanvi de papers que facilita la permeabilitat del procés de creaciór ecepció que s'ha tornat, en molts casos, més porós, amb la retroalimentació de les valoracions del públic sobre les obres literàries i el diàleg dels autors amb els seus lectors

### Corporalitat
Com que el cos també hi participa ens situem en una lectura cinètica o manipulativa; el moviment del pensament s'aparella amb el moviment corporal amb tot el que això pot implicar per al poeta a l’hora de crear el poema. El cos i el sentit d’allò que llegim han de funcionar alhora, però no necessàriament hi han de concordar: el cos, de vegades, comprèn sentits que contradiuen allò escrit. En un poema digital podem llegir el poema i, alhora, llegir les reaccions del nostre cos en llegir el poema

### Centralitat de l'hipertext
L'hipertext és el concepte central en la literatura digital i també és l'estructura fonamental de molts poemes digitals, i encara que els hipertextos es presenten també sobre el paper, en digital posen de manifest els canvis significatius de la literatura en l'entorn virtual i electrònic. Qualsevol lectura hipertextual implica una tria la qual forma part de les possibilitats retòriques dels textos, entre altres qüestions, però en els poemes digitals hipertextuals el procés lector és part de l’obra.

## Exemples

### Autors i obres a cavall de literatura analògica i digital
- Joan Brossa. Sextina cibernètica. 1977[8]
- Stuart Moulthrop, The Garden of Forking Paths, 1987[9][10]
- Julio Cortázar, Rayuela, 1963 o Augusto de Campos, Poema-bomba, 1987.[9]
- Guillaume Apollinaire, Il pleut, 1916.[9]
- Ana María Uribe, Deseo-Desejo-Desire 3 Erotic Anipoems, 2002.[9][11]
- Ramon Dachs, Intermínims de navegació poètica, 1996.[9][7]
- Raymond Queneau, Cent mille milliards de poèmes, 1961.[9] (traduïda al català)
- Ramon Dachs, Intertarot de Marsella.[9][7]
- Jaume Pons Alorda i Studio 7. Unlimitted Sobrasada[1][12]

### Pioners de la literatura digital
- Christopher S. Strachey, The Love Letter, 1952.[9][13]
- Michael Joyce, Afternoon, a story, 1987.[9][14]
- Shelley Jackson, Patchwork Girl, 1995.[9]
- Philippe Bootz, Poésie animée [selecció].[9]
- Marjorie Luesebrink, Califia, 2000.[9]
- Loss Pequeño Glazier, Viz Études, 1988.[9]
- Deena Larsen (en anglès) I’m Simply Saying, 2004.[9][1] Traducció al català: Senzillament, dic.
- Jason Nelson, Surrounded by Boxes of Dangerous Creatures.[9]
- Eugenio Tisselli, La tiranía del código, 2015.[9]

### Maduresa de la literatura digital
- Doménico Chiappe & Andreas Meier, Tierra de extracción, 2000- 2007.[9]
- Rui Torres, Amor de Clarice, 2005.[9]
- Jaime Alejandro Rodríguez, Golpe de gracia, 2006.[9]
- Alison Clifford, The Sweet Old Etcetera, 2006.[9]
- Stuart Moulthrop, The Garden of Forking Paths, 1987, i Deep Surface, 2007.[9]
- Christine Wilks, Fitting the Pattern, 2008, i Underbelly, 2010.[9]
- Serge Bouchardon & Vincent Volckaert, Déprise, 2010.[9]
- Bryan Barrachina (artista), Douglas Duteil (programador) i Cassandra Ribotti (dissenyadora gràfica), Cursed Poems, 2013- 2015.[9]
- David Clark, 88 Constellations for Wittgenstein (to be played with the left hand), 2009.[9]

### Autors de literatura digital catalana
- Lluís Calvo i Pedro Valdeolmillos, Isopoema.[9]
- Laura Borràs, Diari d’una absència.[9]
- Anton Ferret, Retorn a la Comallega, 2006[9][7][15]
- Anton Ferret, The Fugue Book, 2008[9][7][16]
- Màrius Sampere, Infinit ∞.[9][17]
- Cori Pedrola, Les formigues, 2005.[9]
- Berta Rubio, Les aventures de la Lala, 2011.[9]
- Isaías Herrero, 5.000 palabras, 2011.[9]
- Isaías Herrero, La casa sota el temps, 2007.[9][15]
- Jerome Fletcher, …ha perdut la veu, 2009.[9]
- Josep Pedrals. Taller Estampa. El mal alumne 2019.[18]